# 德尼莎·阿萊爾托娃
德尼莎·阿萊爾托娃（捷克語：Denisa Allertová，1993年5月7日—）是捷克职业网球女运动员，2006年轉職業。她的WTA生涯最高單打排名為第55（2016年3月21日）。

## 外部連結
- 德尼莎·阿萊爾托娃的国际女子网球协会官方資料（英文）
- 德尼莎·阿萊爾托娃的國際網球總會 職業／青少年 官方資料（英文）
- Fed Cup - Player profile - Denisa Allertová (CZE) （页面存档备份，存于）